# Unterweid
Unterweid est une commune allemande de l'arrondissement de Schmalkalden-Meiningen, Land de Thuringe.

## Géographie
Unterweid se situe dans la Rhön.

## Histoire
Unterweid est mentionné pour la première fois en 915.
Unterweid est la scène d'une chasse aux sorcières en 1624 : Margaretha Kleinpeter subit un procès et est brûlée.

## Source de la traduction
- (de) Cet article est partiellement ou en totalité issu de l’article de Wikipédia en allemand intitulé « Unterweid » (voir la liste des auteurs).